# Santa Elena, Huehuetán
Santa Elena är en ort i Mexiko.   Den ligger i kommunen Huehuetán och delstaten Chiapas, i den sydöstra delen av landet, 900 km sydost om huvudstaden Mexico City. Santa Elena ligger 28 meter över havet och antalet invånare är 419.
Terrängen runt Santa Elena är platt åt sydväst, men åt nordost är den kuperad. Runt Santa Elena är det tätbefolkat, med 319 invånare per kvadratkilometer. Närmaste större samhälle är Huixtla, 14,9 km norr om Santa Elena. Omgivningarna runt Santa Elena är en mosaik av jordbruksmark och naturlig växtlighet.